# Bessie Jones
Pour les articles homonymes, voir Jones.
Mary Elizabeth « Bessie » Jones (8 février 1902, Smithville, Géorgie - 17 juillet 1984, Brunswick, Géorgie) est une chanteuse de gospel, de blues et de folk afro-américaine, reconnue pour avoir fait connaître une partie du répertoire traditionnel à un large public au xxe siècle.
Le folkloriste Alan Lomax, qui rencontre Bessie Jones pour la première fois lors d'un voyage d'enregistrement sur le terrain en 1959, déclare : « Elle s'enflammait pour enseigner à l'Amérique. Dans mon cœur, je l'appelle la Mère Courage des traditions noires américaines ».

## Biographie
Mary Elizabeth Jones grandit dans une famille pauvre de la petite communauté d'agriculteurs afro-américains de Dawson, en Géorgie, qui comporte plusieurs musiciens. Son grand-père, un ancien esclave né en Afrique, lui enseigne de nombreuses chansons qu'il chantait dans les champs. Jones ne fréquente l'école que jusqu'à l'âge de 10 ans. Elle se marie et a son premier enfant à seulement 12 ans. Son premier époux, Cassius Davis, décède quelques années plus tard. En 1924, Jones laisse sa fille de 10 ans à des parents pour se rendre en Floride, où elle vit de petits boulots, joue aux cartes et vend de l'alcool de contrebande. En 1933, elle s'installe finalement avec son deuxième mari, George Jones, sur l'île de Saint-Simon, dans les Sea Islands, où elle rejoint la Spiritual Singers Society of Coastal Georgia. Elle fonde les Georgia Sea Island Singers avec d'autres chanteurs en 1963. Avec sa voix de contralto, Bessie chante d'anciens negro spirituals, des chansons pour enfants ou pour esclaves et, plus rarement, du blues.
Elle ressent le besoin de préserver l'histoire afro-américaine à travers le chant et la danse, et en 1961, elle se rend à New York afin qu'Alan Lomax puisse enregistrer sa biographie et son corpus musical. Ces enregistrements sont conservés dans les archives de Lomax. Elle et les Georgia Sea Island Singers font de nombreuses tournées dans les années 1960, chantant au Carnegie Hall, à Central Park, aux Smithsonian Folklife Festival, au festival de folk de Newport et à l'Exposition universelle de 1967 à Montréal. Ils se produisent également dans des écoles pour transmettre à la jeune génération, non seulement une tradition musicale, mais aussi les contes, les danses et les jeux des Sea Islands.
Bessie Jones écrit un livre, Step It Down, en 1972 avec Bess Lomax Hawes, contenant une collection de jeux pour enfants ainsi que diverses histoires de sa vie. En 1973, elle sort son premier album solo, So Glad I'm Here, suivi de Step It Down en 1975. Bessie Jones participe également à une marche pour les droits civiques aux côtés Martin Luther King à Beulah, Mississippi, et à la Marches de Pauvres à Washington en 1968. Elle reçoit de nombreux distinctions en tant que pionnière de la musique folk, y compris un « National Heritage Fellowship » du National Endowment for the Arts en 1982 et la « Duke Ellington Fellowship » à l' université Yale,.
Lors d'une interview donnée à Alachua en Floride au début des années 1980, Bessie Jones déclare être née à La Crosse (comté d'Alachua), quand cette région était une zone de production d'huile d'abrasin, mais les chercheurs Bob Eagle et Eric LeBlanc rejettent cette affirmation. Jones déclare également n'avoir consulté aucun médecin depuis 1925 et porter de nombreux bracelets en cuivre la protégeant des maladies.
Bessie Jones meurt d'une leucémie en 1984. Elle est enterrée sur l'île de Saint-Simon au Union Memorial Cemetary.
La chanson Sometimes de Bessie Jones en 1960 est samplée dans le single Honey de Moby en 1998,, et est reprise par Larkin Poe sur leur album Venom & Faith en 2018. Sa chanson de 1977, Beggin' the Blues, est samplée par Norman Cook pour le single Burundi Blues de Beats International en 1990. La chanson Daniel in the Lion's Den figure dans l'épisode 6 (Un gros filon) de la saison 3 de la série Deadwood (2006).

## Discographie
- Get in Union (Tompkins Square), 2015[12]
- The Georgia Sea Island Singers: Join the Band (Global Jukebox), 2012[13]
- Southern Journey Recordings, V. 12, Georgia Sea Islands: Songs and Spirituals (Rounder 1712)[14]
- Southern Journey Recordings, V. 13, Earliest Times: Georgia Sea Island: Songs for Everyday Living  (Rounder 1713).
- Put Your Hand On Your Hip, and Let Your Backbone Slip: Songs and Games from the Georgia Sea Islands (Rounder 11587), 2001
- Step It Down (Rounder), 1979
- So Glad I'm Here (Rounder 2015), 1974